# Haemanota cubana
Haemanota cubana là một loài bướm đêm thuộc phân họ Arctiinae, họ Erebidae.